# 锈斑蟳

锈斑蟳（学名：Charybdis feriata），又名紅花蟹、火燒公、十字蟹、花蠘仔(白字俗寫花市仔)，为梭子蟹科蟳属的动物。

## 活動範圍
生活环境为海水，多栖息于近岸浅海底或珊瑚礁盘的浅水中。

## 分布
分布于日本、臺灣、澳大利亚、印度、坦桑尼亚、东非、南非、马达加斯加以及中国大陆的东南沿海等地。
锈斑蟳體長可達76.5（30.1英寸），头胸甲長度為15（5.9英寸）

## 關聯項目
- 萬里蟹

## 外部連結
- 梭子蟹-典藏台灣 （页面存档备份，存于）
- 世界水產圖鑑：短尾下目-蟹類 （页面存档备份，存于）